# Ядерный реактор
Я́дерный (а́томный) реа́ктор — устройство, предназначенное для организации управляемой, самоподдерживающейся цепной реакции деления, сопровождающейся выделением энергии.
Первый ядерный реактор построен и запущен в декабре 1942 года в США под руководством Э. Ферми. Первым реактором, построенным за пределами США, стал ZEEP, запущенный в Канаде 5 сентября 1945 года. В СССР первым ядерным реактором стала установка Ф-1, заработавшая 25 декабря 1946 года в Москве под руководством И. В. Курчатова. К 1978 году в мире работало уже около сотни ядерных реакторов различных типов.

## История
Теоретическую группу «Урановый проект» нацистской Германии, работающую в Обществе кайзера Вильгельма, возглавлял Вайцзеккер, но лишь формально. Фактическим лидером стал Гейзенберг, разрабатывающий теоретические основы цепной реакции, Вайцзеккер же с группой участников сосредоточился на создании «урановой машины» — первого реактора. Поздней весной 1940 года один из учёных группы — Хартек — провёл первый опыт с попыткой создания цепной реакции, используя оксид урана и твёрдый графитовый замедлитель. Однако имеющегося в наличии делящегося материала не хватило для достижения этой цели. В 1941 году в Лейпцигском университете участником группы Гейзенберга Дёпелем был построен стенд с тяжеловодным замедлителем, в экспериментах на котором к маю 1942 года удалось достичь производства нейтронов в количестве, превышающем их поглощение. Полноценной цепной реакции немецким учёным удалось достичь в феврале 1945 года в эксперименте, проводимом в горной выработке близ Хайгерлоха. Однако спустя несколько недель ядерная программа Германии прекратила существование.
Цепная реакция деления ядер (кратко — цепная реакция) была впервые осуществлена в декабре 1942 года. Группа физиков Чикагского университета, возглавляемая Э. Ферми, создала первый в мире ядерный реактор, названный «Чикагской поленницей» (Chicago Pile-1, CP-1). Он состоял из графитовых блоков, между которыми были расположены шары из природного урана и его диоксида. Быстрые нейтроны, появляющиеся после деления ядер 235U, замедлялись графитом до тепловых энергий, а затем вызывали новые деления ядер. Реакторы, подобные СР-1, в которых основная доля делений происходит под действием тепловых нейтронов, называют реакторами на тепловых нейтронах. В их состав входит очень много замедлителя по сравнению с ядерным топливом.
В СССР теоретические и экспериментальные исследования особенностей пуска, работы и контроля реакторов были проведены группой физиков и инженеров под руководством академика И. В. Курчатова. Первый советский реактор Ф-1 был построен в Лаборатории № 2 АН СССР (Москва). Этот реактор выведен в критическое состояние 25 декабря 1946 года. Реактор Ф-1 был набран из графитовых блоков и имел форму шара диаметром примерно 7,5 м. В центральной части шара диаметром 6 м по отверстиям в графитовых блоках размещены урановые стержни. Реактор Ф-1, как и реактор CP-1, не имел системы охлаждения, поэтому работал на очень малых уровнях мощности. Результаты исследований на реакторе Ф-1 стали основой проектов более сложных по конструкции промышленных реакторов. В 1948 году введён в действие реактор И-1 (по другим данным он назывался А-1) по производству плутония, а 27 июня 1954 года вступила в строй первая в мире атомная электростанция электрической мощностью 5 МВт в г. Обнинске.
также: Поколения ядерных реакторов

## Устройство и принцип работы

### Механизм энерговыделения
Превращение вещества сопровождается выделением свободной энергии лишь в том случае, если вещество обладает запасом энергии. Последнее означает, что микрочастицы вещества находятся в состоянии с энергией покоя большей, чем в другом возможном, переход в которое существует. Самопроизвольному переходу всегда препятствует энергетический барьер, для преодоления которого микрочастица должна получить извне какое-то количество энергии — энергии возбуждения. Экзоэнергетическая реакция состоит в том, что в следующем за возбуждением превращении выделяется энергии больше, чем требуется для возбуждения процесса. Существуют два способа преодоления энергетического барьера: либо за счёт кинетической энергии сталкивающихся частиц, либо за счёт энергии связи присоединяющейся частицы.
Если иметь в виду макроскопические масштабы энерговыделения, то необходимую для возбуждения реакций кинетическую энергию должны иметь все или сначала хотя бы некоторая доля частиц вещества. Это достижимо только при повышении температуры среды до величины, при которой энергия теплового движения приближается к величине энергетического порога, ограничивающего течение процесса. В случае молекулярных превращений, то есть химических реакций, такое повышение обычно составляет сотни кельвинов, в случае же ядерных реакций — это минимум 107 K из-за очень большой высоты кулоновских барьеров сталкивающихся ядер. Тепловое возбуждение ядерных реакций осуществлено на практике только при синтезе самых лёгких ядер, у которых кулоновские барьеры минимальны (термоядерный синтез).
Возбуждение присоединяющимися частицами не требует большой кинетической энергии, и, следовательно, не зависит от температуры среды, поскольку происходит за счёт неиспользованных связей, присущих частицам сил притяжения. Но зато для возбуждения реакций необходимы сами частицы. И если опять иметь в виду не отдельный акт реакции, а получение энергии в макроскопических масштабах, то это возможно лишь при возникновении цепной реакции. Последняя же возникает, когда возбуждающие реакцию частицы снова появляются, как продукты экзоэнергетической реакции.

### Конструкция
Любой ядерный реактор состоит из следующих частей:
- Активная зона с ядерным топливом;
- Отражатель нейтронов, окружающий активную зону;
- Теплоноситель;
- Система регулирования цепной реакции, в том числе аварийная защита;
- Радиационная защита;
- Система дистанционного управления.

### Физические принципы работы
Текущее состояние ядерного реактора можно охарактеризовать эффективным коэффициентом размножения нейтронов k или реактивностью ρ, которые связаны следующим соотношением:
{\displaystyle \rho ={{k-1} \over k}}
Для этих величин характерны следующие значения:
- k > 1 — цепная реакция нарастает во времени, реактор находится в надкритичном состоянии, его реактивность ρ > 0;
- k < 1 — реакция затухает, реактор — подкритичен, ρ < 0;
- k = 1, ρ = 0 — число делений ядер постоянно, реактор находится в стабильном критическом состоянии.

Условие критичности ядерного реактора:
{\displaystyle k=k_{0}w=1}, где
- {\displaystyle w} — доля нейтронов, поглощённых в активной зоне реактора, от полного числа образующихся в реакторе (или вероятность для нейтрона избежать утечки из конечного объёма активной зоны);
- {\displaystyle k_{0}} — коэффициент размножения нейтронов в активной зоне бесконечно больших размеров.

Обращение коэффициента размножения в единицу достигается сбалансированием размножения нейтронов с их потерями. Причин потерь фактически две: захват без деления и утечка нейтронов за пределы размножающей среды.
С целью уменьшения утечки нейтронов активной зоне придают сферическую или близкую к сферической форму, например, короткого цилиндра или куба, так как эти фигуры обладают наименьшим отношением площади поверхности к объёму.
Осуществление управляемой цепной реакции деления ядра возможно при определённых условиях. В процессе деления ядер топлива возникают мгновенные нейтроны, образующиеся непосредственно в момент деления ядра, и запаздывающие нейтроны, испускаемые осколками деления в процессе их радиоактивного распада. Время жизни мгновенных нейтронов очень мало, поэтому даже современные системы и средства управления реактором не могут поддерживать необходимый коэффициент размножения нейтронов только за счёт мгновенных нейтронов. Время жизни запаздывающих нейтронов составляет от 0,1 до 10 секунд. За счёт значительного времени жизни запаздывающих нейтронов система управления успевает переместить стержни-поглотители, поддерживая тем самым необходимый коэффициент размножения нейтронов (реактивность).
Отношение числа запаздывающих нейтронов, вызвавших реакцию деления в данном поколении, ко всему числу нейтронов, вызвавших реакцию деления в данном поколении, называется эффективной долей запаздывающих нейтронов — βэф.
Таким образом, возможны следующие сценарии развития цепной реакции деления:
1. ρ < 0, k < 1 — реактор подкритичен, интенсивность реакции уменьшается, мощность реактора снижается;
2. ρ = 0, k = 1 — реактор критичен, интенсивность реакции и мощность реактора постоянны;
3. ρ > 0, k > 1 — реактор надкритичен, интенсивность реакции и мощность реактора увеличиваются.

В последнем случае возможны два принципиально отличающихся друг от друга состояния надкритичного реактора:
- 0 < ρ < βэф — при реактивности большей нуля, но меньшей значения эффективной доли запаздывающих нейтронов βэф, цепная реакция протекает со скоростью, определяемой временем запаздывания нейтронов — реактор подкритичен на мгновенных нейтронах, а требуемая надкритичность достигается за счёт рождающихся запаздывающих нейтронов, при этом реакция деления является управляемой;
- ρ > βэф — при реактивности реактора, превышающей эффективную долю запаздывающих нейтронов, реактор становится критичным на мгновенных нейтронах, и мощность цепной реакции деления начинает экспоненциально возрастать. Время нарастания мощности настолько мало, что никакие системы управления (в том числе аварийные) не успевают сработать, и рост мощности может быть ограничен только физическими процессами, протекающими в активной зоне. Например, в тепловом реакторе это — уменьшение сечения захвата нейтронов с ростом температуры, которое является одной из физических причин отрицательного мощностного коэффициента реактивности.

Очевидно, что {\displaystyle k<k_{0}}, поскольку в конечном объёме, в отличие от бесконечного, из-за утечки присутствует потеря нейтронов. Поэтому, если в веществе какого-либо состава {\displaystyle k_{0}<1}, то цепная самоподдерживающаяся реакция невозможна как в бесконечном, так и в любом конечном объёме. Таким образом, {\displaystyle k_{0}} определяет принципиальную способность среды размножать нейтроны.
{\displaystyle k_{0}} для тепловых реакторов можно определить по так называемой «формуле 4-х сомножителей»:
{\displaystyle k_{0}=\mu \phi \theta \eta }, где
- {\displaystyle \mu } — коэффициент размножения на быстрых нейтронах;
- {\displaystyle \phi } — вероятность избежать резонансного захвата;
- {\displaystyle \theta } — коэффициент использования тепловых нейтронов;
- {\displaystyle \eta } — выход нейтронов на одно поглощение.

Объёмы современных энергетических реакторов могут достигать сотен м³ и определяются главным образом не условиями критичности, а возможностями теплосъёма.
Критический объём ядерного реактора — объём активной зоны реактора в критическом состоянии. Критическая масса — масса делящегося вещества реактора, находящегося в критическом состоянии.
Наименьшей критической массой обладают реакторы, в которых топливом служат водные растворы солей чистых делящихся изотопов с водяным отражателем нейтронов. Для 235U эта масса равна 0,8 кг, для 239Pu — 0,5 кг и для 251Cf — 0,01 кг. Широко известно, однако, что критическая масса для реактора LOPO (первый в мире реактор на обогащённом уране), имевшего отражатель из окиси бериллия, составляла 0,565 кг, несмотря на то, что степень обогащения по изотопу 235 была лишь немногим более 14 %. Предложена конструкция реактора на изомере 242mAm, где критическая масса составляет около 20 г при обогащении по этому изомеру выше 95%.
Для начала цепной реакции обычно достаточно нейтронов, рождаемых при спонтанном делении ядер урана. Возможно также использование внешнего источника нейтронов для запуска реактора, например, смеси Ra и Be, 252Cf или других веществ.

### Иодная яма
Иодная яма, или ксеноновое отравление, — состояние ядерного реактора после его остановки, характеризующееся накоплением короткоживущего изотопа ксенона 135Xe, который является продуктом распада изотопа иода-135 (из-за чего этот процесс и получил своё название). Высокое сечение захвата тепловых нейтронов ксеноном-135 приводит к временному появлению значительной отрицательной реактивности, что, в свою очередь, делает затруднительным вывод реактора на проектную мощность в течение определённого периода (около 1-2 суток) после остановки реактора.

## Классификация

### По назначению
По характеру использования ядерные реакторы делятся на:
- Энергетические реакторы, предназначенные для получения электрической и тепловой энергии, используемой в энергетике, а также для опреснения морской воды (реакторы для опреснения также относят к промышленным). Основное применение такие реакторы получили на атомных электростанциях. Тепловая мощность современных энергетических реакторов достигает 5 ГВт. В отдельную группу выделяют:
- Транспортные реакторы, предназначенные для снабжения энергией двигателей транспортных средств. Наиболее широкие группы применения — морские транспортные реакторы, применяющиеся на подводных лодках и различных надводных судах, а также реакторы, применяющиеся в космической технике (см. ядерные реакторы на космических аппаратах).
- Экспериментальные реакторы, предназначенные для изучения различных физических величин, значение которых необходимо для проектирования и эксплуатации ядерных реакторов; мощность таких реакторов не превышает нескольких кВт.
- Исследовательские реакторы, в которых потоки нейтронов и гамма-квантов, создаваемые в активной зоне, используются для исследований в области ядерной физики, физики твёрдого тела, радиационной химии, биологии, для испытания материалов, предназначенных для работы в интенсивных нейтронных потоках (в том числе деталей ядерных реакторов), для производства изотопов. Мощность исследовательских реакторов не превосходит 100 МВт. Выделяющаяся энергия, как правило, не используется.
- Промышленные (оружейные, изотопные) реакторы, используемые для наработки изотопов, применяемых в различных областях. Наиболее широко используются для производства ядерных оружейных материалов, например, 239Pu. Также к промышленным относят реакторы, использующиеся для опреснения морской воды.

Часто реакторы применяются для решения двух и более различных задач, в таком случае они называются многоцелевыми. Например, некоторые энергетические реакторы, особенно на заре атомной энергетики, предназначались, в основном, для экспериментов. Реакторы на быстрых нейтронах могут быть одновременно и энергетическими, и нарабатывать изотопы. Промышленные реакторы, кроме своей основной задачи, часто вырабатывают электрическую и тепловую энергию.

### По спектру нейтронов
- Реактор на тепловых (медленных) нейтронах («тепловой реактор»)
- Реактор на быстрых нейтронах («быстрый реактор»)
- Реактор на промежуточных нейтронах
- Реактор со смешанным спектром

### По размещению топлива
- Гетерогенные реакторы, где топливо размещается в активной зоне дискретно в виде блоков, между которыми находится замедлитель;
- Гомогенные реакторы, где топливо и замедлитель представляют однородную смесь (гомогенную систему).

В гетерогенном реакторе топливо и замедлитель могут быть пространственно разнесены, в частности, в полостном реакторе замедлитель-отражатель окружает полость с топливом, не содержащим замедлителя. С ядерно-физической точки зрения критерием гомогенности/гетерогенности является не конструктивное исполнение, а размещение блоков топлива на расстоянии, превышающем длину замедления нейтронов в данном замедлителе. Так, реакторы с так называемой «тесной решёткой» рассчитываются как гомогенные, хотя в них топливо обычно отделено от замедлителя.
Блоки ядерного топлива в гетерогенном реакторе называются тепловыделяющими сборками (ТВС), которые размещаются в активной зоне в узлах правильной решётки, образуя ячейки.

### По виду топлива
- изотопы урана 235U, 238U, 233U
- изотоп плутония 239Pu, также изотопы 239-242Pu в виде смеси с 238U (MOX-топливо)
- изотоп тория 232Th (посредством преобразования в 233U) (см. Ториевая ядерная программа)

По степени обогащения:
- природный уран
- слабо обогащённый уран
- высоко обогащённый уран

По химическому составу:
- металлический U
- UO2 (диоксид урана)
- UC (карбид урана) и т. д.

### По виду теплоносителя
- H2O (вода, см. Водо-водяной реактор)
- Газ (см. Графито-газовый реактор)
- D2O (тяжёлая вода, см. Тяжеловодный ядерный реактор, CANDU)
- Реактор с органическим теплоносителем
- Реактор с жидкометаллическим теплоносителем
- Реактор на расплавах солей
- Реактор с твёрдым теплоносителем

### По роду замедлителя
- С (графит, см. Графито-газовый реактор, Графито-водный реактор)
- H2O (вода, см. Легководный реактор, Водо-водяной реактор, ВВЭР)
- D2O (тяжёлая вода, см. Тяжеловодный ядерный реактор, CANDU)
- Be, BeO
- Гидриды металлов
- Без замедлителя (см. Реактор на быстрых нейтронах)

### По конструкции
Оба варианта являются подвидами гетерогенных реакторов:
- Корпусные реакторы
- Канальные реакторы
- Реакторы бассейнового типа
- модульные (малые) реакторы (ММР)

### По способу генерации пара
- Реактор с внешним парогенератором (см. Водо-водяной реактор, напр. ВВЭР)
- Кипящий реактор

### Классификация МАГАТЭ
Международное агентство по атомной энергии (МАГАТЭ) использует следующую классификацию основных типов энергетических ядерных реакторов в соответствии с применяемыми в них материалами теплоносителя и замедлителя:
- PWR (pressurized water reactor) — реактор с водой под давлением, в котором лёгкая вода является и теплоносителем и замедлителем (например ВВЭР);
- BWR (boiling water reactor) — кипящий реактор, в котором, в отличие от PWR, образование пара, подаваемого на турбины, происходит непосредственно в реакторе;
- FBR (fast breeder reactor) — реактор-размножитель на быстрых нейтронах, не требующий наличия замедлителя;
- GCR (gas-cooled reactor) — газоохлаждаемый реактор. В качестве замедлителя используется как правило графит;
- LWGR (light water graphite reactor) — графито-водный реактор, например РБМК;
- PHWR (pressurised heavy water reactor) — тяжеловодный реактор;
- HTGR (high-temperature gas-cooled) — высокотемпературный газоохлаждаемый реактор;
- HWGCR (heavy-water-moderated, gas-cooled reactor) — газоохлаждаемый реактор с тяжеловодным замедлителем;
- HWLWR (heavy-water-moderated, boiling light-water-cooled reactor) — кипящий реактор с замедлителем из тяжёлой воды;
- PBMR (англ. pebble bed modular reactor) — модульный реактор с шаровыми твэлами;
- SGHWR (Steam-Generating Heavy-Water Reactor) — кипящий тяжеловодный реактор.

Наиболее распространёнными в мире являются водо-водяные - ВВЭР (около 62 %) и кипящие (20 %) реакторы.

## Материалы реакторов
Материалы, из которых строят реакторы, работают при высокой температуре в поле нейтронов, γ-квантов и осколков деления. Поэтому для реакторостроения пригодны не все материалы, применяемые в других отраслях техники. При выборе реакторных материалов учитывают их радиационную стойкость, химическую инертность, сечение поглощения и другие свойства.
| Материал          | Плотность, г/см³ | Макроскопическое сечение поглощения Εм−1 | Макроскопическое сечение поглощения Εм−1 |
| ----------------- | ---------------- | ---------------------------------------- | ---------------------------------------- |
| Материал          | Плотность, г/см³ | тепловых нейтронов                       | нейтронов спектра деления                |
| Алюминий          | 2,7              | 1,3                                      | 2,5⋅10−3                                 |
| Магний            | 1,74             | 0,14                                     | 3⋅10−3                                   |
| Цирконий          | 6,4              | 0,76                                     | 4⋅10−2                                   |
| Нержавеющая сталь | 8,0              | 24,7                                     | 1⋅10−1                                   |

Оболочки ТВЭЛов, каналы, замедлители (отражатели) изготовляют из материалов с небольшими сечениями поглощения. Применение материалов, слабо поглощающих нейтроны, снижает непроизводительный расход нейтронов, уменьшает загрузку ядерного топлива и увеличивает коэффициент воспроизводства КВ. Для поглощающих стержней, наоборот, пригодны материалы с большим сечением поглощения. Это значительно сокращает количество стержней, необходимых для управления реактором.
Быстрые нейтроны, γ-кванты и осколки деления повреждают структуру вещества. Так, в твёрдом веществе быстрые нейтроны выбивают атомы из кристаллической решётки или сдвигают их с места. Вследствие этого ухудшаются пластические свойства и теплопроводность материалов. Также, у большинства материалов прочностные свойства резко ухудшаются с увеличением температуры. В энергетических реакторах конструкционные материалы работают при высоких температурах и это ограничивает выбор конструкционных материалов, особенно для тех деталей энергетического реактора, которые должны выдерживать высокое давление. 
Срок эксплуатации реактора на АЭС зависит от состояния металла его корпуса, подвергающегося действию интенсивного ионизирующего излучения (корпус реактора — основной незаменяемый элемент ядерной энергетической установки, поэтому его ресурс является определяющим для срока эксплуатации атомного энергоблока), охрупчивание металла сварных швов корпуса под действием нейтронного облучения — один из факторов, ограничивающих время службы реактора. Существуют технологии (т. н. восстановительный отжиг корпуса реактора) восстановления ресурсных характеристик металла корпуса (для реакторов типа ВВЭР более чем на 80 %). 
Сложные молекулы под действием излучения распадаются на более простые молекулы или составные атомы. Например, вода разлагается на кислород и водород, это явление известно под названием радиолиза воды.
Радиационная нестойкость подобных материалов меньше сказывается при высоких температурах — подвижность атомов становится настолько большой, что вероятность возвращения выбитых из кристаллической решётки атомов на своё место или рекомбинация водорода и кислорода в молекулу воды заметно увеличивается. Так, радиолиз воды несущественен в энергетических некипящих реакторах (например, ВВЭР), в то время как в мощных исследовательских реакторах выделяется значительное количество гремучей смеси. На атомных станциях есть специальные системы для её сжигания.
Реакторные материалы контактируют между собой (оболочка ТВЭЛа с теплоносителем и ядерным топливом, тепловыделяющие кассеты — с теплоносителем и замедлителем и т. д.). Естественно, что контактирующие материалы должны быть химически инертными (совместимыми). Примером несовместимости служат уран и горячая вода, вступающие в химическую реакцию.

## Выгорание и воспроизводство ядерного топлива
В процессе работы ядерного реактора из-за накопления в топливе осколков деления изменяется его изотопный и химический состав, происходит образование трансурановых элементов, главным образом изотопов Pu. Влияние осколков деления на реактивность ядерного реактора называется отравлением (для радиоактивных осколков) и зашлаковыванием (для стабильных изотопов).
Основная причина отравления реактора — 135Xe, обладающий наибольшим сечением поглощения нейтронов (2,6⋅106 барн). Период полураспада 135Xe T1/2 = 9,2 ч; выход при делении составляет 6—7 %. Основная часть 135Xe образуется в результате распада 135I (T1/2 = 6,8 ч). При отравлении Кэф изменяется на 1—3 %. Большое сечение поглощения 135Xe и наличие промежуточного изотопа 135I приводят к двум важным явлениям:
1. К увеличению концентрации 135Xe и, следовательно, к уменьшению реактивности реактора после его остановки или снижения мощности («иодная яма»), что делает невозможным кратковременные остановки и колебания выходной мощности. Данный эффект преодолевается введением запаса реактивности в органах регулирования. Глубина и продолжительность иодной ямы зависят от потока нейтронов Ф: при Ф = 5⋅1018 нейтрон/(см²·сек) продолжительность йодной ямы ˜ 30 ч, а глубина в 2 раза превосходит стационарное изменение Кэф, вызванное отравлением 135Xe.
2. Из-за отравления могут происходить пространственно-временные колебания нейтронного потока Ф, а, следовательно, и мощности реактора. Эти колебания возникают при Ф > 1018 нейтронов/(см²·сек) и больших размерах реактора. Периоды колебаний ˜ 10 ч.

При делении ядер возникает большое число стабильных осколков, которые различаются сечениями поглощения по сравнению с сечением поглощения делящегося изотопа. Концентрация осколков с большим значением сечения поглощения достигает насыщения в течение нескольких первых суток работы реактора. Главным образом это 149Sm, изменяющий Кэф на 1 %). Концентрация осколков с малым значением сечения поглощения и вносимая ими отрицательная реактивность возрастают линейно во времени.
Образование трансурановых элементов в ядерном реакторе происходит по следующим схемам:
1. 235U + n → 236U + n → 237U →(7 сут)→ 237Np + n → 238Np →(2,1 сут)→ 238Pu
2. 238U + n → 239U →(23 мин)→ 239Np →(2,3 сут)→ 239Pu (+осколки) + n → 240Pu + n → 241Pu (+осколки) + n → 242Pu + n → 243Pu →(5 ч)→ 243Am + n → 244Am →(26 мин)→ 244Cm

Время между стрелками обозначает период полураспада, «+n» обозначает поглощение нейтрона.
В начале работы реактора происходит линейное накопление 239Pu, причём тем быстрее (при фиксированном выгорании 235U), чем меньше обогащение урана. Далее концентрация 239Pu стремится к постоянной величине, которая не зависит от степени обогащения, а определяется отношением сечений захвата нейтронов 238U и 239Pu. Характерное время установления равновесной концентрации 239Pu ~ 3/Ф лет (Ф в ед. 1013 нейтронов/см²×сек). Изотопы 240Pu, 241Pu достигают равновесной концентрации только при повторном сжигании горючего в ядерном реакторе после регенерации ядерного топлива.
Выгорание ядерного топлива характеризуют суммарной энергией, выделившейся в реакторе на 1 тонну топлива. Эта величина составляет:
- ˜ 10 ГВт·сут/т — реакторы на тяжёлой воде;
- ˜ 20-30 ГВт·сут/т — реакторы на слабообогащённом уране (2—3 % 235U);
- до 100 ГВт·сут/т — реакторы на быстрых нейтронах.

Выгорание 1 ГВт·сут/т соответствует сгоранию 0,1 % ядерного топлива.
По мере выгорания топлива реактивность реактора уменьшается. Замена выгоревшего топлива производится сразу из всей активной зоны или постепенно, оставляя в работе ТВЭЛы разных «возрастов».
В случае полной замены топлива, реактор имеет избыточную реактивность, которую нужно компенсировать, тогда как во втором случае компенсация требуется только при первом пуске реактора. Непрерывная перегрузка позволяет повысить глубину выгорания, так как реактивность реактора определяется средними концентрациями делящихся изотопов.
Масса загруженного топлива превосходит массу выгруженного за счёт «веса» выделившейся энергии. После остановки реактора, сначала главным образом за счёт деления запаздывающими нейтронами, а затем, через 1-2 мин, за счёт β- и γ-излучения осколков деления и трансурановых элементов, в топливе продолжается выделение энергии. Если реактор работал достаточно долго до момента остановки, то через 2 мин после остановки выделение энергии составляет около 3 %, через 1 ч — 1 %, через сутки — 0,4 %, через год — 0,05 % от первоначальной мощности.
Отношение количества делящихся изотопов Pu, образовавшихся в ядерном реакторе, к количеству выгоревшего 235U называется коэффициентом конверсии KK. Величина KK увеличивается при уменьшении обогащения и выгорания. Для тяжеловодного реактора на естественном уране, при выгорании 10 ГВт·сут/т KK = 0,55, а при небольших выгораниях (в этом случае KK называется начальным плутониевым коэффициентом) KK = 0,8. Если ядерный реактор сжигает и производит одни и те же изотопы (реактор-размножитель), то отношение скорости воспроизводства к скорости выгорания называется коэффициентом воспроизводства КВ. В ядерных реакторах на тепловых нейтронах КВ < 1, а для реакторов на быстрых нейтронах КВ может достигать 1,4-1,5. Рост КВ для реакторов на быстрых нейтронах объясняется главным образом тем, что, особенно в случае 239Pu, для быстрых нейтронов g растёт, а а падает.

## Управление ядерным реактором
Управление ядерным реактором возможно только благодаря тому, что часть нейтронов при делении вылетает из осколков с запаздыванием, которое может составить от нескольких миллисекунд до нескольких минут.
Для управления реактором используют поглощающие стержни, вводимые в активную зону, изготовленные из материалов, сильно поглощающих нейтроны (в основном В, Cd и некоторые др.) и/или раствор борной кислоты, в определённой концентрации добавляемый в теплоноситель (борное регулирование). Движение стержней управляется специальными механизмами, приводами, работающими по сигналам от оператора или аппаратуры автоматического регулирования нейтронного потока.
Ядерные реакторы проектируются так, чтобы в любой момент времени процесс деления находился в устойчивом равновесии относительно малых изменений параметров, влияющих на реактивность. Таким образом, случайное изменение скорости ядерной реакции гасится, а вызванное перемещением управляющих стержней или медленным изменением других параметров — приводит к квазистационарному изменению мощности реактора
На случай различных аварийных ситуаций в каждом реакторе предусмотрено экстренное прекращение цепной реакции, осуществляемое сбрасыванием в активную зону всех поглощающих стержней — система аварийной защиты.

## Остаточное тепловыделение
Важной проблемой, непосредственно связанной с ядерной безопасностью, является остаточное тепловыделение. Это специфическая особенность ядерного топлива, заключающаяся в том, что, после прекращения цепной реакции деления и обычной для любого энергоисточника тепловой инерции, выделение тепла в реакторе продолжается ещё долгое время, что создаёт ряд технически сложных проблем.
Остаточное тепловыделение является следствием β- и γ- распада продуктов деления, которые накопились в топливе за время работы реактора. Ядра продуктов деления вследствие распада переходят в более стабильное или полностью стабильное состояние с выделением значительной энергии.
Хотя мощность остаточного тепловыделения быстро спадает до величин, малых по сравнению со стационарными значениями, в мощных энергетических реакторах она значительна в абсолютных величинах. По этой причине остаточное тепловыделение влечёт необходимость длительное время обеспечивать теплоотвод от активной зоны реактора после его остановки. Эта задача требует наличия в конструкции реакторной установки систем расхолаживания с надёжным электроснабжением, а также обуславливает необходимость длительного (в течение 3—4 лет) хранения отработавшего ядерного топлива в хранилищах со специальным температурным режимом — бассейнах выдержки, которые обычно располагаются в непосредственной близости от реактора.